# Villa Muñoz – Retiro

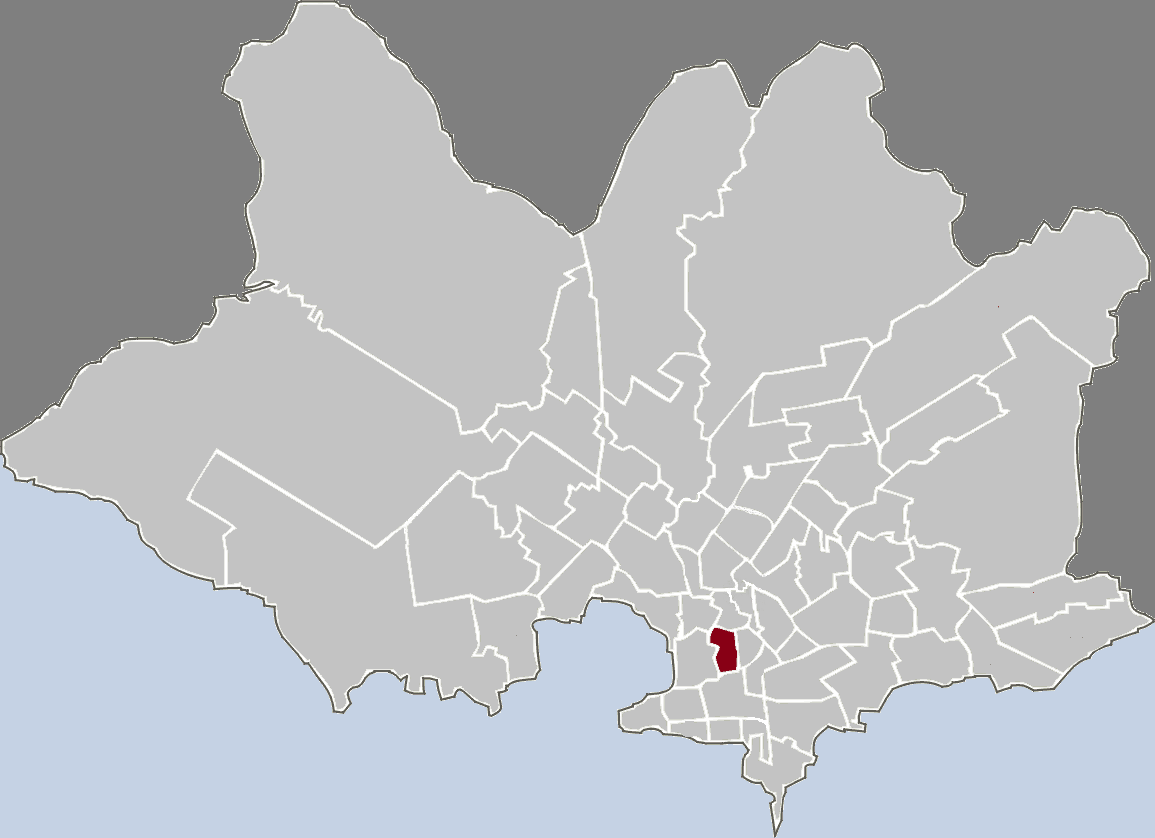
Lage von Villa Muñoz – Retiro in Montevideo

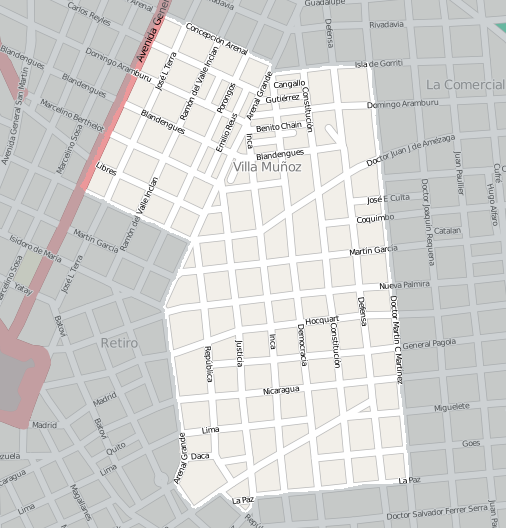
Plan von Villa Muñoz – Retiro

Villa Muñoz – Retiro ist ein Stadtviertel (Barrio) der uruguayischen Hauptstadt Montevideo.
Ausweislich des Namens setzt sich das Stadtviertel aus den Barrios Villa Muñoz und Retiro zusammen.

## Lage
Das Barrio Villa Muñoz – Retiro befindet sich in der Nähe des Stadtzentrums im zentralen südlichen Teil des Departamentos Montevideo. Nach Angaben des Instituto Nacional de Estadística (INE) grenzt es an das westlich gelegene La Aguada. Im Nordwesten schließt Reducto, im Norden Figurita und im Osten La Comercial an. Südlich befindet sich das Barrio Cordón.

## Infrastruktur
Das Viertel wurde im Wesentlichen mitgestaltet von Emilio Reus, der hier eine malerische Ansammlung von Häusern und Gebäuden errichtete. Das auch als jüdisches Viertel bezeichnete Villa Muñoz verfügt über eine große Anzahl von Geschäften im Billigpreissegment, die hier traditionell von Juden betrieben werden.

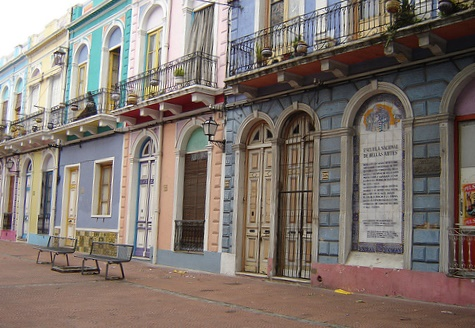
Calle Emilio Reus